# Louis Legrand (graveur, 1863-1951)
Pour les articles homonymes, voir Louis Legrand et Legrand.
Ne doit pas être confondu avec Louis Legrand (graveur, 1723-1807).
Louis Auguste Mathieu Legrand est un peintre, dessinateur et graveur français né à Dijon le 28 septembre 1863 et mort à Livry-Gargan le 12 juin 1951

## Biographie
Employé de banque, Louis Legrand suit les cours du soir à l'École des beaux-arts de Dijon et obtient le prix Devosge en 1883.
En 1884, il s'installe à Paris et s'initie aux techniques de gravure avec Félicien Rops, sa technique préférée étant celle de l'aquatinte. Il reçoit sa première commande d'une série : Les premières illustrées.
Dès 1887, il collabore au journal Le Courrier français. Les dessins qu'il y fait paraître ont le plus souvent pour thème la mort et la déchéance. Poursuivi pour obscénité, il purge une courte peine d'emprisonnement et abandonne ensuite la carrière d'illustrateur satirique.
En 1891, il participe au Gil Blas pour illustrer le numéro spécial consacré au Moulin Rouge. Il s'intéresse au monde de la danse, en illustrant notamment un Cours de danse fin de siècle (Paris, E. Dentu, 1892) dont les planches sont imprimées dans l'atelier d'Auguste Delâtre. Il fréquente assidûment les salles de répétition et les coulisses de l'école de danseuses ouverte par Nini-Patte-en-l'air rue Frochot.
En 1900, il reçoit une médaille de bronze à l'Exposition universelle de Paris.
En 1906, il est décoré de l'ordre de la Légion d'honneur.

## Œuvre

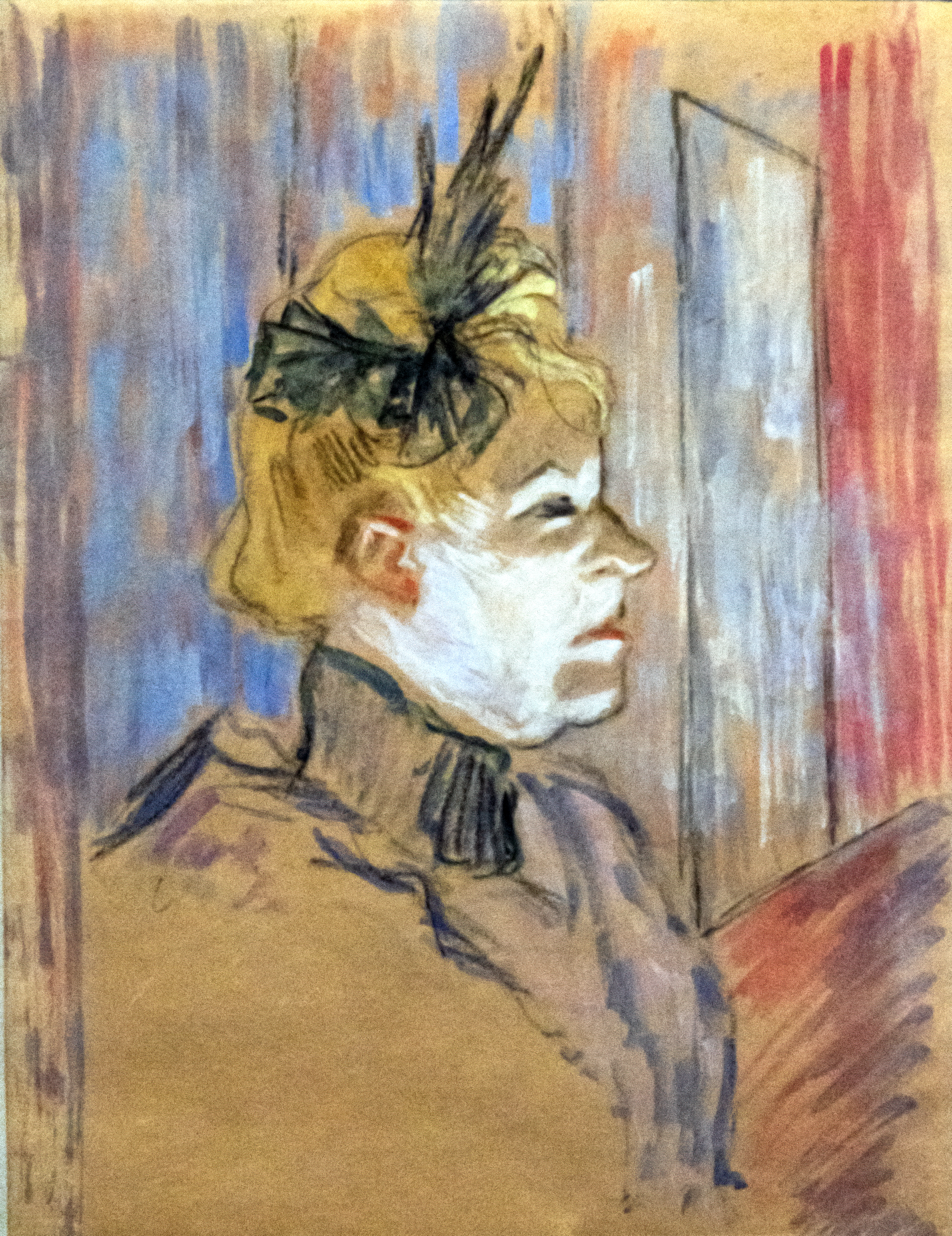
Portrait de femme - Musée Toulouse-Lautrec Albi
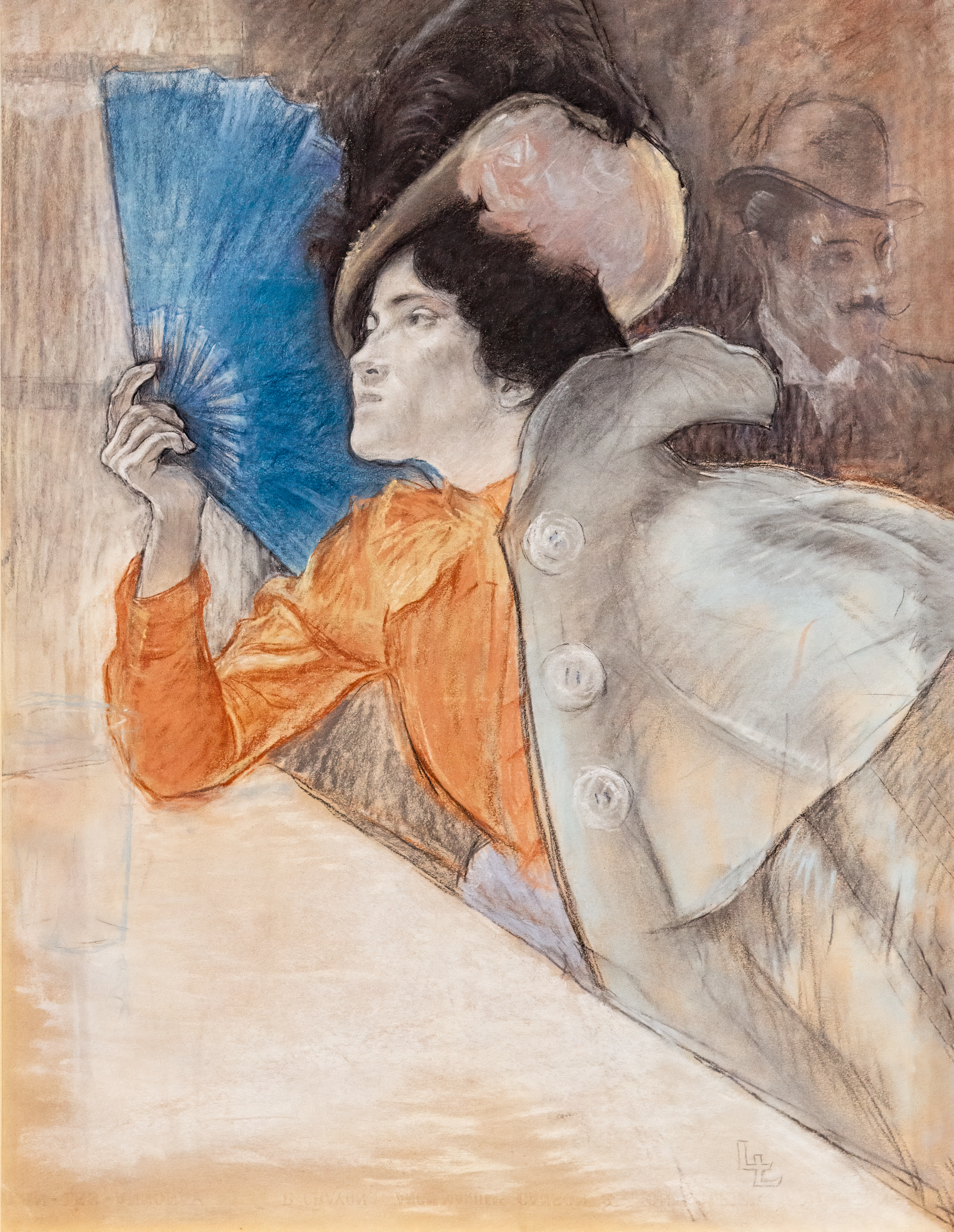
Elégante à l'éventail - Collection David E. Weisman et Jacqueline E. Michel. Palm Beach (USA)
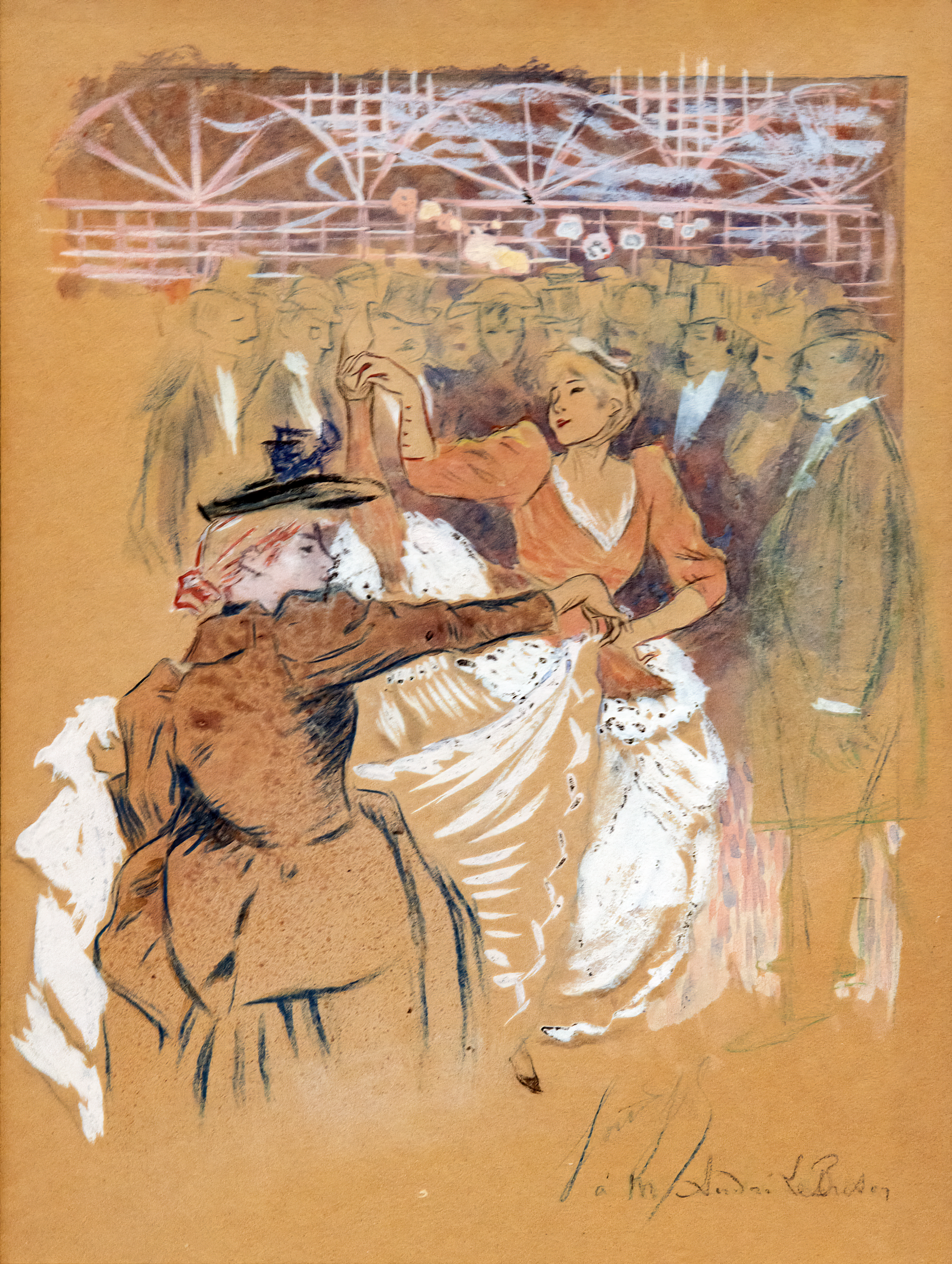
Le Cancan au bal Bullier - Collection David E. Weisman et Jacqueline E. Michel. Palm Beach (USA)

Avant Henri de Toulouse-Lautrec, il a reproduit la vie nocturne parisienne de la Belle Époque.
La Bretagne fut également une de ses sources d'inspiration (il posséda une maison à Trédrez, près de la pointe de Beg-ar-Forn). Le musée départemental breton de Quimper conserve plusieurs de ses gravures d'inspiration bretonne.
L'éditeur et collectionneur d'art Gustave Pellet lui édita 300 gravures et lui acheta tous ses pastels. Il grava pour lui également des sujets érotiques.

### Illustrations
- Joseph Gayda, Ce brigand d'amour, huit gravures, 1885.
- Les petites du Ballet, avec Albert Bertrand, chez Gustave Pellet, 1893.
- La Petite Classe, 1908.

### Conservation
États-Unis
- Cleveland Museum of Art.
- San Francisco, California Palace of the Legion of Honor.
- Washington, Smithsonian American Art Museum.

France
- Albi Musée Toulouse-Lautrec : Portrait de femme
- Dijon, musée Magnin.

Suisse
- Genève, Petit Palais.

## Expositions
- 1896 : Paris, galerie Samuel Bing.
- 1900 : Paris, Exposition universelle de 1900, où il reçoit une médaille d'argent.
- 1902 : Salon des artistes français.
- 1904 : Paris, galerie Georges Petit.
- 1911 : Paris, galerie Paul Durand-Ruel, rétrospective de son œuvre.